# Kabupaten de Bolaang Mongondow
Le kabupaten de Bolaang Mongondow, en indonésien Kabupaten Bolaang Mongondow, est un kabupaten de la province indonésienne de Sulawesi du Nord dans l'île de Célèbes. Son chef-lieu était Kotamobagu.
Depuis la démission de Soeharto en 1998, de nombreuses restructurations administratives ont eu lieu en Indonésie. Bolaang Mongondow n'a pas échappé à ce mouvement. Ainsi en 2007, on a détaché du kabupaten la ville de Kotamobagu, qui a été élevé au rang de kota, et plusieurs districts regroupés dans un nouveau kabupaten, Bolaang Mongondow Utara ("nord"). En 2008, on a encore procédé au détachement d'autres districts pour former les nouveaux kabupaten de Bolaang Mongondow Timur ("est") et Bolaang Mongondow Selatan ("sud").
Bolaang Mongondow proprement dit ne conserve plus que les 12 districts suivants :
1. Bolaang
2. Bilalang
3. Dumoga Barat
4. Dumoga Timur
5. Dumoga Utara
6. Lolak
7. Lolayan
8. Passi Barat
9. Passi Timur
10. Poigar.

Il comporte 2 communes (Kelurahan) composées de 150 villages (desa).

## Population
La majorité de la population du kabupaten sont des Mongondow.

## Transports
- Aéroport de Bolaang

## Sources
1. ↑  « Site officiel de la province de Sulawesi du Nord »(Archive.org • Wikiwix • Archive.is • Google • Que faire ?)